# Одрживольский, Ян
Ян Одрживольский (Одживольский) (около 1590 — 3 июня 1652) — польский военный и государственный деятель, стражник великий коронный (1619), староста жидачевский (1628) и винницкий (1638), каштелян черниговский (1646—1652), сенатор Речи Посполитой.

## Биография
Представитель польской шляхетской семьи Одрживольских герба «Наленч». Происходил из рода, представители которого в 1613 году проживали в Брацлавском воеводстве (его предки происходили из Радомского воеводства Польши). Начал военную службу во время Русско-польской войны (1609—1618) в гусарской хоругви Шимона Копычинского во время похода Лжедмитрия II. В 1610 году эта хоругвь перешла на королевскую службу и в составе польской армии Станислава Жолкевского участвовал в битве с русскими под Клушином. В 1610—1611 годах хоругвь Ш. Копычинского находилась в Москве в составе польско-литовского гарнизона под командованием Н. Струся.
Затем Ян Одрживольский перешел на службу в кварцяное войско Речи Посполитой. В 1618 году он был ротмистром казацкой хоругви. В том же году по приказу Александра Балабана, командира кварцяного войска, Ян Одрживольский во главе небольшого польского отряда предпринял рейд на территорию крымских татар и ногайцев. Разоряя татарские аулы, отряд Одрживольского дошел до Черного моря между Белгородом и Очаковом. С тех пор Ян Одрживольский часто командовал передовыми сторожами, отрядами по преследованию татар и ногайцев, часто вместе со Стефаном Хмелецким. В ноябре 1619 года Ян Одрживольский получил звание стражника великого коронного и стал командиром группы, охранявшей «Кучманский шлях» в окрестностях Шаргорода.
В 1620 году во время Цецорской битвы Ян Одрживольский командовал в чине ротмистра казацкой хоругвью из 150 человек в полку гетмана польного коронного Станислава Конецпольского. 17 сентября гетман великий коронный С. Жолкевский отправил Я. Одрживольского взять «языка», но этом помешали татары. Во время битвы при Цецоре он сражался на правом крыле. 20 сентября во главе 500 гусар (вместе со Стефаном Хмелецким) самовольно покинул польский табор, форсировал реку Прут и отступил на родину. Возможно, поэтому он был лишен должности стражника великого коронного.
Не принимал участия в Хотинском сражении 1621 года. В июне 1624 года во время татарских набегов Ян Одрживольский во главе отряда из 200 всадников собирал сведения о противнике. 20 июня 1624 года участвовал в битве с крымской ордой под Мартыновом. После этого вместе со Стефаном Хмелецким возглавил группу преследования под командованием Станислава Конецпольского. 12 октября 1625 года во главе 10 хоругвей конницы преследовал восставших казаков, которые отступали из Канева, выдвинулся на несколько километров впереди основных сил, 13 октября на переправе у Мошен разбил казаков. Преследовал казацкие отряды до Черкасс.
Во время польско-шведской войны в 1627 году полковник Николай Потоцкий отправил Яна Одрживольского во главе отряда из 1500 всадников на Мальборк. В сентябре 1628 года великий гетман коронный С. Конецпольский выслал его хоругвь для укрепления гарнизона в Броднице.
В 1628 году Я. Одрживольский был назначен старостой жидачевским. В 1630 году произошел спор между ним и жидачевскими мещанами за попытки старосты заставить их выполнять крестьянские повинности. Ян Одрживольский стал конфисковывать у горожан лошадей, скот, не обращая внимания на королевские охранные грамоты для горожан. В 1634 году мещане Жидачева жаловались в суд на поборы и насилие со стороны старосты и его слуг.
Весной 1632 года Ян Одрживольский стал командиром одной из трех дивизий кварцяного войска, расположенного вдоль границы с Каменец-Подольским со штаб-квартирой в Завалове. Вначале татары напали на польские пограничные владения и опустошили Покутье, потому что Ян Одрживольский не собрал вовремя войско для отражения противника. 22 октября 1633 года он участвовал в битве под Каменцем-Подольским с турецко-татарской армией под командованием Абазы-паши. Из-за неожиданного маневра татар его отряд был разбит. В 1637—1638 годах Ян Одрживольский командовал казацкой и гусарской хоругвями в полку гетмана польного коронного Николая Потоцкого.
В 1638 году Ян Одрживольский получил винницкое староство (2 мая 1638 года скончался его предшественник Адам Калиновский). В следующем 1639 году он уступил жидачевское староство Иерониму Оссолинскому. В 1639 и 1642 годах Я. Одрживольский избирался послом (депутатом) на сеймы от Брацлавского воеводства. 30 января 1644 года он участвовал в разгроме крымских татар в битве под Охматовом, где командовал надворным отрядом из 200 воинов. В 1646 году Ян Одрживольский был назначен каштеляном черниговским.
В 1647—1648 годах Ян Одрживольский командовал гусарской хоругвью из 60 всадников. В мае 1648 года он был отправлен из лагеря под Чигирином во главе 150 всадников к Желтым Водам, но был вынужден отступить под натиском татар. Согласно Касперу Несецкому, он участвовал в битве под Корсунем, где командовал левым крылом польской армии. После поражения Ян Одрживольский он попал в плен к татарам, после поручительства великого коронного гетмана Николая Потоцкого он был освобожден, но вынужден был заплатить за себя 2 тысячи дукатов выкупа. 7 сентября 1649 года король Ян II Казимир Ваза предоставил винницкое староство Александру Конецпольскому, позднее этот указ был отозван (вероятно, Ян Одрживольский считался мертвым). После него старостой винницким стал Анджей Потоцкий. В мае-июне 1651 года хоругвь Я. Одрживольского входила в составе корпуса Станислава Реверы Потоцкого, 30 июня 1651 года в битве под Берестечком он командовал собственным полком на левом фланге польской армии. 21 сентября 1651 года он участвовал в битве с казаками под Белой Церковью.
3 июня 1652 года Ян Одрживольский был взят в плен после поражения польской армии в битве под Батогом, был казнен по приказу украинского гетмана Богдана Хмельницкого.

## Семья
Первая жена — Анна, дочь Мартина Чурило (1-й муж — Станислав Кашовский). В 1643 года продала Язловец и принадлежащие ей села великому гетману коронному С. Конецпольскому.
Вторая жена — Марианна Гембицкая (дочь воеводы ленчицкого Стефана Гембицкого, вдова воеводы калишского Францишека Гостомского). Оба брака были бездетными.